# Odiham Airfield
Odiham Airfield es una localidad situada en el condado de Hampshire, en Inglaterra (Reino Unido), con una población estimada a mediados de 2016 de 1987 habitantes.
Se encuentra ubicada al suroeste de la región Sudeste de Inglaterra, cerca de la ciudad de Winchester —la capital del condado—, de la costa del canal de la Mancha y al suroeste de Londres.